# أنبار دان (مهر أنرود)
أنبار دان (بالفارسية: انباردان) هي منطقة سكنية تقع في إيران في قسم مهر أنرود المرکزي الريفي. يقدر عدد سكانها بـ 1,733 نسمة .